# Romario Torrez
Romario Torrez Gutiérrez (Bahía Honda, 9 febbraio 2005) è un calciatore cubano, difensore o centrocampista del Jicaral Sercoba e della nazionale cubana.

## Carriera

### Club
Romario Torrez è cresciuto nel settore giovanile del Artemisa, dove ha debuttato in prima squadra giocando i suoi primi incontri ufficiali. Nel maggio 2023 si è trasferito in Uruguay al Nacional.

### Nazionale
Ha giocato nella nazionale cubana Under-20.
Il 21 giugno 2023 ha debuttato con la nazionale maggiore cubana nell'amichevole persa 2-0 contro l'Uruguay. È stato incluso nella lista dei convocati per la CONCACAF Gold Cup 2023.

## Statistiche

### Cronologia presenze e reti in nazionale
| Cronologia completa delle presenze e delle reti in nazionale ― Cuba | Cronologia completa delle presenze e delle reti in nazionale ― Cuba | Cronologia completa delle presenze e delle reti in nazionale ― Cuba | Cronologia completa delle presenze e delle reti in nazionale ― Cuba | Cronologia completa delle presenze e delle reti in nazionale ― Cuba | Cronologia completa delle presenze e delle reti in nazionale ― Cuba | Cronologia completa delle presenze e delle reti in nazionale ― Cuba | Cronologia completa delle presenze e delle reti in nazionale ― Cuba |
| Data                                                                | Città                                                               | In casa                                                             | Risultato                                                           | Ospiti                                                              | Competizione                                                        | Reti                                                                | Note                                                                |
| ------------------------------------------------------------------- | ------------------------------------------------------------------- | ------------------------------------------------------------------- | ------------------------------------------------------------------- | ------------------------------------------------------------------- | ------------------------------------------------------------------- | ------------------------------------------------------------------- | ------------------------------------------------------------------- |
| 20-6-2023                                                           | Montevideo                                                          | Uruguay                                                             | 2 – 0                                                               | Cuba                                                                | Amichevole                                                          | -                                                                   | 84’                                                                 |
| 4-7-2023                                                            | Houston                                                             | Canada                                                              | 4 – 2                                                               | Cuba                                                                | Gold Cup 2023 - 1º turno                                            | -                                                                   | 69’                                                                 |
| 8-9-2023                                                            | Santo Domingo                                                       | Haiti                                                               | 0 – 0                                                               | Cuba                                                                | CONCACAF Nations League 2023-2024 - 1º turno                        | -                                                                   | 66’                                                                 |
| 12-9-2023                                                           | L'Avana                                                             | Cuba                                                                | 1 – 0                                                               | Suriname                                                            | CONCACAF Nations League 2023-2024 - 1º turno                        | -                                                                   | 76’                                                                 |
| 12-10-2023                                                          | Santo Domingo                                                       | Cuba                                                                | 0 – 0                                                               | Honduras                                                            | CONCACAF Nations League 2023-2024 - 1º turno                        | -                                                                   | 58’                                                                 |
| 15-10-2023                                                          | Tegucigalpa                                                         | Honduras                                                            | 4 – 0                                                               | Cuba                                                                | CONCACAF Nations League 2023-2024 - 1º turno                        | -                                                                   | 65’                                                                 |
| 20-11-2023                                                          | Volgograd                                                           | Russia                                                              | 8 – 0                                                               | Cuba                                                                | Amichevole                                                          | -                                                                   | 62’                                                                 |
| 26-3-2024                                                           | Managua                                                             | Nicaragua                                                           | 0 – 1                                                               | Cuba                                                                | Amichevole                                                          | -                                                                   | 46’                                                                 |
| 6-6-2024                                                            | Tegucigalpa                                                         | Honduras                                                            | 3 – 1                                                               | Cuba                                                                | Qual. Mondiali 2026                                                 | -                                                                   | 64’ 86’                                                             |
| 18-11-2024                                                          | Santiago di Cuba                                                    | Cuba                                                                | 4 – 0                                                               | Saint Kitts e Nevis                                                 | CONCACAF Nations League 2024-2025 - 1º turno                        | -                                                                   | 67’                                                                 |
| 21-3-2025                                                           | Santiago di Cuba                                                    | Cuba                                                                | 1 – 2                                                               | Trinidad e Tobago                                                   | Qual. Gold Cup 2025                                                 | -                                                                   | 57’                                                                 |
| 25-3-2025                                                           | Couva                                                               | Trinidad e Tobago                                                   | 4 – 0                                                               | Cuba                                                                | Qual. Gold Cup 2025                                                 | -                                                                   | 3’                                                                  |
| Totale                                                              |                                                                     | Presenze                                                            | 12                                                                  |                                                                     | Reti                                                                | 0                                                                   |                                                                     |